# سون هویزی
سون هویزی (انگلیسی: Sun Huizi؛ زادهٔ ۱۱ ژوئن ۱۹۹۰) بازیکن زن واترپلو اهل چین است.
وی در مسابقات کشوری و بین‌المللی در مجموع برندهٔ ۱ مدال طلا، ۱ مدال نقره، ۱ مدال برنز شده‌است.